# Kevin Lisbie
Kevin Anthony Lisbie (* 17. Oktober 1978 in Hackney) ist ein englisch-jamaikanischer Fußballspieler. Lisbie ist vor allem für seine Zeit bei Charlton Athletic bekannt, wo er, mit Unterbrechungen, elf Jahre gespielt hat. Doch auch bei Colchester United und bei Leyton Orient konnte er, seiner hohen Trefferquote zu verdanken, weiter auf sich aufmerksam machen. Lisbie spielt am liebsten auf der Position des Stürmers, wird aber auch immer wieder auf den Außenpositionen eingesetzt.

## Karriere

### Verein

#### Charlton Athletic und Leihstationen
Lisbie gab sein Debüt für Charlton Athletic im Laufe der Zweitliga-Saison 1996/97 und kam zu 25 Einsätzen. In der folgenden Saison, in der er mit Charlton den Aufstieg feiern konnte, wurde er 17 mal eingesetzt. In seiner ersten Premier-League-Saison 1998/99 gab Lisbie sein Debüt am 20. Spieltag bei einer Partie gegen Arsenal London, als er in der 67. Minute für Keith Jones eingewechselt wurde. Um Spielpraxis zu sammeln, wurde er an den FC Gillingham verliehen, wo er mit 4 Toren zu überzeugen wusste. Trotzdem kam er nach seiner Rückkehr bis zum Saisonende nicht mehr zum Einsatz und wurde erneut verliehen, diesmal an den FC Reading. Während der Spielzeit 2000/01 bekam er als Ersatzspieler einige Male seine Chance, konnte sie jedoch nicht nutzen. Am 1. Dezember 2000 unterschrieb er einen Leihvertrag bei den Queens Park Rangers und kam dort in einem Monat zu zwei Einsätzen, ohne ein Tor erzielt zu haben.
Gleich am 3. Spieltag der Saison 2001/02 erzielte er gegen Ipswich Town das siegbringende 1:0 in der 85. Minute und knapp 24 Minuten nach seiner Einwechslung, zeitgleich war es Lisbies erstes Tor für Charlton Athletic. Ein weiteres „Joker-Tor“ gelang ihm gegen den FC Chelsea in der 89. Minute, auch dieses Spiel brachte seiner Mannschaft einen 1:0-Sieg. Als Belohnung für seine Leistung stand er am folgenden Spieltag gleich und erstmals in der Startelf, und auch hier setzte Lisbie seinen Lauf fort: Er traf doppelt gegen Tottenham Hotspur, das Spiel gewann Charlton mit 3:1. Von nun kam er regelmäßiger zum Einsatz, erst gegen Ende der Saison wurde ihm wieder öfter Jokerrolle zuteil. So traf er, eingewechselt in der 66. Minute, am vorletzten Spieltag zum 2:2-Ausgleich in der 82. Minute gegen den AFC Sunderland und rettete mit seinem Tor seiner Mannschaft einen Punkt.
Endgültig zum Stammspieler etablierte Lisbie sich in der folgenden Saison, in der ihm zudem vier Tore bei einer Vorlage gelangen. Sein denkwürdigstes Spiel für Charlton war ein 3:2-Sieg gegen den FC Liverpool in der Saison 2003/04, bei dem Lisbie alle drei Tore erzielte. Im Juni 2004, kurz vor Beginn der Saison 2004/05, unterzeichnete Lisbie einen Dreijahresvertrag und traf dann auch gleich am ersten Spieltag gegen die Bolton Wanderers, das Spiel ging allerdings mit 4:1 verloren. Im Laufe der Saison begann Lisbie, an Nasenbluten zu leiden, die sich wenig später als ein gutartiger Tumor in seiner Nase herausstellen sollte. Bedingt durch diese Verletzung, fiel er längere Zeit aus und kam letztendlich zu 17 Ligaeinsätzen.
Seiner Verletzung wegen musste Lisbie auch in der Saison 2005/06 viele male aussetzen und kam, wenn er denn spielen konnte, zu Kurzeinsätzen. Vom 1. September 2005 spielte Lisbie als Leihgabe für einen Monat bei Norwich City. In der Saison 2006/07 war Lisbie nochmal kurz als Leihe bei Derby County; bei Charlton kam er, auch aufgrund einer dreimonatigen Schulterverletzung, kaum noch zu Einsätzen und verließ den Verein daher nach dem Ende der Saison.

#### Colchester United
Im August 2007 wechselte Lisbie in die Championship zu Colchester United, wo er auf Anhieb 17 Tore erzielte und damit vereinsinterner Torschützenkönig wurde. Erwähnenswert ist hierbei ein Doppelpack gegen seinen alten Arbeitgeber Charlton Athletic, welches Colchester mit 2:1 für sich entscheiden konnte. Doch auch Lisbies Tore konnten den Abstieg Colchesters nicht verhindern, der Verein musste als abgeschlagener letzter Platz den Abstieg in die Football League One hinnehmen.
Die Vereinsführung von Colchester United versuchte nach dem Abstieg einen Wechsel Lisbies zum Rivalen Ipswich Town, die ihn verpflichten wollten, zu verhindern und offerierten ihm einen neuen Vertrag, konnten den Wechsel jedoch nicht abwenden. Lisbies Wechsel zu Ipswich Town wurde für eine Summe von 600.000 £ vollzogen. Der Dreijahresvertrag wurde im Juli 2008 unterzeichnet.

#### Ipswich Town
In Ipswich begann Lisbie stark in die neue Saison, so erzielte er in den ersten beiden Spieltagen jeweils einen Treffer. Am 13. Spieltag traf er bei einem 3:1-Sieg gegen Plymouth Argyle einmal und bereitete ein weiteres Tor vor. Gegen Coventry City erzielte er bei einem Unentschieden, das mit 2:2 endete, beide Tore. Als Vorlagengeber glänzte er am 29. Spieltag gegen den FC Barnsley, wo er zwei Tore vorbereitete, die seiner Mannschaft den 2:1-Sieg bescherten. Weitere zwei Vorlagen lieferte er am vorletzten Spieltag gegen Norwich City, das Spiel gewann Ipswich Town mit 3:2.

#### Leihe zu Colchester United
Im August 2009 unterschrieb Lisbie, diesmal als Leihgabe, erneut einen Vertrag bei Colchester United. Gleich am ersten Spieltag der League-One-Saison 2009/10 gelang ihm mit zwei Toren und einer Vorlage ein fulminanter Start. Das Spiel endete deutlich mit 7:1 für Colchester, Norwich City war der Gegner, der verlor. Am 3. Spieltag setzte er seine starken Leistungen fort, in dem er gegen den FC Gillingham ein Tor vorbereitete, um dann in der 66. Minute selbst den Siegtreffer zum 2:1-Endstand zu erzielen. Beim 2:0-Sieg gegen den Hartlepool United erzielte Lisbie beide Tore per Elfmeter. Den Schlusspunkt einer starken Saison setzte Lisbie dann am letzten Spieltag gegen seinen späteren Arbeitgeber Leyton Orient, als er in der 91. Minute einen Elfmeter verwandelte und seine Mannschaft damit das Spiel noch mit 1:0 gewann. Mit 13 Toren war Lisbie erneut bester Torschütze seines Teams, zudem hatte er noch sechs Vorlagen zu verzeichnen.

#### FC Millwall
Zu der Championship-Saison 2010/11 wechselte Lisbie leihweise zum FC Millwall, wo er am 1. Spieltag gegen Bristol City zwei Vorlagen bei einem 3:0-Sieg lieferte. Aufgrund einer Verletzung fiel er jedoch auch oft aus, insgesamt kam er auf 19 Einsätze, bei denen er immerhin noch vier Tore und fünf Vorlagen verbuchen konnte.

#### Leyton Orient
Nach seinem Engagement beim FC Millwall kehrte er nicht mehr zu Ipswich Town zurück und wechselte zu Leyton Orient. In der Saison 2011/12 musste Lisbie mit Leyton Orient gegen den Abstieg kämpfen, Lisbie trug mit 12 Toren dazu bei, dass der Klassenerhalt gesichert werden konnte.
Die folgende Saison sollte deutlich besser verlaufen, auch für Lisbie. Er kam diesmal auf 16 Saisonstore, eine Quote, die er, trotz seiner mittlerweile 35 Jahren, in der nächsten Saison wiederholen konnte. Am letzten Spieltag dieser Saison erzielte er zwei Tore bei einem 3:1-Sieg gegen MK Dons und bereitete ein weiteres Tor vor. Die Belohnung für seine und die Leistung seiner Mannschaft war der dritte Platz am Ende der Saison, was die Teilnahme an den Play-offs bedeutete, wo man dann aber im Finale gegen Rotherham United scheiterte.
Die Saison 2014/15 verpasste Lisbie aufgrund einer Schulterverletzung größtenteils, und nach seiner Genesung konnte er sich gegen seine Konkurrenten nicht mehr behaupten. So wurde er am 17. März 2015 für einen Monat an den Viertligisten FC Stevenage verliehen, wo er zu drei Einsätzen kam, in denen er jeweils durchspielte.

#### FC Barnet
Bei Leyton Orient ohne Perspektive, unterschrieb Lisbie als 37-Jähriger am 29. Mai 2015 einen Vertrag beim FC Barnet.

### Nationalmannschaft
Lisbie spielte zwischen 2002 und 2004 zehnmal für Jamaika. Sein Debüt gab er bei einer 5:0-Niederlage gegen die USA. Bei Freundschaftsspielen gegen Australien und El Salvador traf er jeweils ein Mal.
| #  | Datum             | Ort                         | Gegner      | Tor | Endergebnis | Wettbewerb         | Ref.   |
| -- | ----------------- | --------------------------- | ----------- | --- | ----------- | ------------------ | ------ |
| 1. | 7. September 2003 | Madejski Stadium, Reading   | Australien  | 1:1 | 1:2         | Freundschaftsspiel | [ 12 ] |
| 2. | 16. November 2003 | Independence Park, Kingston | El Salvador | 2:0 | 3:0         | Freundschaftsspiel | [ 13 ] |

## Erfolge
- Aufstieg mit Charlton Athletic:

Football League 1997/98 (Zweite Liga)